# Kutubdia
Kutubdia  è un sottodistretto (upazila) del Bangladesh situato nel distretto di Cox's Bazar, divisione di Chittagong. Si estende su una superficie di 215,8 km² e conta una popolazione di 95.055 abitanti (dato censimento 1991).